# Wieniera Czernyszowa
Wieniera Michajłowna Czernyszowa (ros. Венера Михайловна Чернышова, ur. 5 marca 1954 w Permie) – radziecka biathlonistka, wielokrotna medalistka mistrzostw świata.

## Kariera
Pierwsze sukcesy osiągnęła w 1984 roku, zdobywając złote medale w biegu indywidualnym, sprincie i sztafecie podczas mistrzostw świata w Chamonix. Następnie zajęła trzecie w sprincie na mistrzostwach świata w Egg, za Norweżką Sanną Grønlid i Kaiją Parve z ZSRR. Zdobyła tam też złoto w sztafecie, podobnie jak na rozgrywanych rok później mistrzostwach świata w Falun. Kolejne dwa medale wywalczyła podczas mistrzostw świata w Lahti w 1987 roku. Po raz kolejny zwyciężyła w sztafecie, zajmując także drugie miejsce w sprincie. Rozdzieliła tam na podium swą rodaczkę Jelenę Gołowiną i Norweżkę Anne Elvebakk. Ponadto zdobyła czwarte z rzędu złoto w sztafecie oraz brązowy medal w biegu indywidualnym na mistrzostwach świata w Chamonix w 1988 roku.
W zawodach Pucharu Świata startowała sporadycznie, głównie na terenie ZSRR i mistrzostwach świata (które od 1978 roku także zaliczane są do cyklu PŚ). Pięciokrotnie stawała na podium zawodów pucharowych, za każdym razem podczas mistrzostw świata. Nigdy nie stanęła na podium klasyfikacji generalnej.

## Osiągnięcia

### Mistrzostwa świata
| Rok  | Miejscowość | Konkurencje | Konkurencje | Konkurencje | Konkurencje | Konkurencje | Konkurencje | Konkurencje |
| Rok  | Miejscowość | IN          | SP          | PU          | MS          | RL          | MR          | SR          |
| ---- | ----------- | ----------- | ----------- | ----------- | ----------- | ----------- | ----------- | ----------- |
| 1984 | Chamonix    | 1.          | 1.          | nd.         | nd.         | 1.          | nd.         | –           |
| 1985 | Egg         | 10.         | 3.          | nd.         | nd.         | 1.          | nd.         | –           |
| 1986 | Falun       | 6.          | 4.          | nd.         | nd.         | 1.          | nd.         | –           |
| 1987 | Lahti       | 5.          | 2.          | nd.         | nd.         | 1.          | nd.         | –           |
| 1988 | Chamonix    | 3.          | 6.          | nd.         | nd.         | 1.          | nd.         | –           |

### Puchar Świata

#### Miejsca w klasyfikacji generalnej
| Sezon     | Miejsce |
| --------- | ------- |
| 1983/1984 | ?       |
| 1984/1985 | ?       |
| 1985/1986 | ?       |
| 1986/1987 | ?       |
| 1987/1988 | ?       |

#### Miejsca na podium w zawodach chronologicznie
| Lp. | Dzień     | Rok  | Miejscowość | Konkurencja                | Lokata | Pudła | Czas biegu | Strata  | Zwycięzca       |
| --- | --------- | ---- | ----------- | -------------------------- | ------ | ----- | ---------- | ------- | --------------- |
| 1.  | 29 lutego | 1984 | Chamonix    | Bieg indywidualny na 15 km | 1.     | 2+2+0 | 44:21,7    | –       | –               |
| 2.  | 3 marca   | 1984 | Chamonix    | Sprint na 7,5 km           | 1.     | 1+2   | 23:00,1    | –       | –               |
| 3.  | 23 lutego | 1985 | Egg         | Sprint na 7,5 km           | 3.     | 3+0   | 21:58,9    | +53,4   | Sanna Grønlid   |
| 4.  | 27 lutego | 1987 | Lahti       | Sprint na 7,5 km           | 2.     | 0+1   | 21:14,7    | +37,2   | Jelena Gołowina |
| 5.  | 20 lutego | 1988 | Chamonix    | Bieg indywidualny na 15 km | 3.     | 1+0+0 | 36:53,0    | +1:08,7 | Anne Elvebakk   |